# Coquillettidia nitens
Coquillettidia nitens är en tvåvingeart som först beskrevs av Nelson Leander Cerqueira 1943.  Coquillettidia nitens ingår i släktet Coquillettidia och familjen stickmyggor.
Artens utbredningsområde är Bolivia. Inga underarter finns listade i Catalogue of Life.